# (1782) Schneller
(1782) Schneller es un asteroide perteneciente al cinturón de asteroides descubierto por Karl Wilhelm Reinmuth desde el observatorio de Heidelberg-Königstuhl, Alemania, el 6 de octubre de 1931.

## Designación y nombre
Schneller se designó al principio como 1931 TL1.
Posteriormente fue nombrado en honor del astrónomo alemán Heribert Schneller (1901-1967).

## Características orbitales
Schneller orbita a una distancia media del Sol de 3,114 ua, pudiendo alejarse hasta 3,597 ua y acercarse hasta 2,632 ua. Tiene una inclinación orbital de 1,544° y una excentricidad de 0,155. Emplea en completar una órbita alrededor del Sol 2008 días.